# Khaba (faraó)
Khaba va ser el quart faraó de la dinastia III d'Egipte (c. 2638 aC). Manethó va comentar, segons Juli Africà, que Mesocris va regnar deu i set anys. Se'l cita en el cànon de Torí com a Hu (dyefa), amb un regnat de sis anys. En la llista reial d'Abidos, figura com a Sedyes, però en la llista reial de Saqqara no hi apareix. Només governaria un breu període, i seria el seu successor Neferkara.

## Testimonis de la seva època
Se li atribueix la piràmide estratificada, inacabada, situada a Zawyet al-Aryan. El seu nom s'ha trobat gravat en algunes conques de pedra a Zawyet el-Aryan.